# Деміан Бічір
Деміан Бічір Нахера (ісп. Demián Bichir; нар. 1 серпня 1963) — мексикансько-американський актор і один із членів акторської родини Бічір. Знявшись у теленовелах, він був запрошений в голлівудські фільми. В його активі номіновація на премію «Оскар» за найкращу чоловічу роль у картині «Краще життя».

## Раннє життя
Бічір народився в Торреоні в родині Алехандро Бічіра, мексиканського актора ліванського походження, та його дружини Марікрус Нахера, також акторки. Працював у Національній театральній трупі, виграв кілька нагород Мексиканської асоціації театральних критиків.

## Кар'єра
Бічір був номінований на премію « Оскар» за найкращу чоловічу роль у «Кращому житті» . Він знявся у телевізійному серіалі «Міст» та у західному фільмі «Мерзенна вісімка» . Прем'єра його режисерського дебютного фільму « Un Cuento de Circo & A Love Song» відбулася на Міжнародному кінофестивалі в Морелії . Бічір знявся у фільмах-приквелах « Чужий: Завіт» та «Монахиня» . Він приєднався до акторського складу для фільму « Ходячий Хаос» за мотивами романів трилогії Патріка Несса .

## Фільмографія

### Фільм
| Year | Title                              | Role                      | Notes                                         |
| ---- | ---------------------------------- | ------------------------- | --------------------------------------------- |
| 1987 | Готель «Колоніаль»                 | молодий клерк в готелі    |                                               |
| 1996 | Соло                               | Rio                       |                                               |
| 1997 | Пердіта Дуранго                    | Catalina                  |                                               |
| 2000 | Дай мені силу                      | Gabriel                   |                                               |
| 2001 | Не спокушай мене                   | Manny Chavez              |                                               |
| 2004 | Гіпноз                             | Мігель                    |                                               |
| 2010 |                                    | Miguel Hidalgo y Costilla |                                               |
| 2011 | Краще життя                        | Карлос Галіндо            | Номінований — Оскар за найкращу чоловічу роль |
| 2011 | Назавжди                           | Сальвадор                 |                                               |
| 2012 | Дикуни                             | Алекс Рейєс               |                                               |
| 2012 | Ель Сантос проти Ла Тетони Мендоса | Свинина Гутьеррес         | Голос                                         |
| 2013 | Озброєні та небезпечні             | Хейл                      |                                               |
| 2013 | Мачете вбиває                      | Мендес Божевільний        |                                               |
| 2013 | Дом Гемінґвей                      | Іван Фонтен               |                                               |
| 2014 | Смерть у Буенос-Айресі             | Інспектор Чавес           |                                               |
| 2015 | Мерзенна вісімка                   | Боб / Марко, мексиканець  |                                               |
| 2016 | Хороші діти                        | Яко                       |                                               |
| 2016 | Лоурайдери                         | Мігель Альварес           |                                               |
| 2016 | 7:19                               | Фернандо Пеллісер         |                                               |
| 2017 | Чужий: Заповіт                     | Сержант Лопе              |                                               |
| 2018 | Монахиня                           | Батько Берк               |                                               |
| 2020 | Прокляття                          | Детектив Гудман           |                                               |
| 2020 | Опівнічне небо                     | Санчес                    |                                               |
| 2021 | Незвідана земля                    | Мігуель                   |                                               |
| 2021 | Ходячий Хаос                       | Бен Мур                   |                                               |
| 2021 | Ґодзілла проти Конга               | Вальтер Сіммонс           |                                               |

## Похвали
| Премія                       | Категорія                                        | Заголовок        | Результат |
| ---------------------------- | ------------------------------------------------ | ---------------- | --------- |
| Нагороди Академії            | Кращий актор                                     | Краще життя      | Номінація |
| Нагороди ALMA                | Улюблений кіноактор                              | Краще життя      | Номінація |
| Нагороди Independent Spirit  | Найкращий чоловічий лідер                        | Краще життя      | Номінація |
| Нагороди Гільдії кіноакторів | Видатне виконання чоловічої ролі у головній ролі | Краще життя      | Номінація |
| Нагороди Black Reel          | Кращий актор                                     | Краще життя      | Номінація |
| Золоті нагороди Дербі        | Найкращий акторський склад                       | Мерзенна вісімка | Номінація |
| Нагороди Голлівудського кіно | Найкращий акторський склад                       | Мерзенна вісімка | Перемога  |